# Società Polisportiva Ars et Labor 1975-1976
Questa voce raccoglie le informazioni riguardanti la Società Polisportiva Ars et Labor nelle competizioni ufficiali della stagione 1975-1976.

## Stagione
Stagione da incorniciare quella targata 1975-1976, a dispetto di quanto potrebbero far supporre i tre cambi di guida tecnica. Annata da ricordare anche perché sarà l'ultima di Paolo Mazza alla presidenza della SPAL. Si parte con il ritorno in panchina di Francesco Petagna e due novità in squadra: Luciano Aristei a centrocampo e Salvatore Cascella in attacco, che con Angelo Paina e Franco Pezzato formerà un trio straordinario, supportato da Tiziano Manfrin e dallo stesso Aristei.
Petagna viene esonerato dopo il pari interno con il Catanzaro alla tredicesima giornata, gli subentra per una breve parentesi Umberto Pinardi, poi sostituito alla ventunesima dal ritorno di Guido Capello. La formazione estense sarà la quinta più prolifica del campionato, con miglior realizzatore Pezzato, autore di 11 reti in Serie B e 3 in Coppa Italia. Per qualche mese la SPAL accarezza il sogno di tornare in Serie A, poi chiude al settimo posto con 40 punti a sole cinque lunghezze dalle promosse Genoa, Catanzaro e Foggia appaiate in classifica a quota 45.

## Rosa
| N. |                   | Ruolo | Calciatore         |
| -- | ----------------- | ----- | ------------------ |
|    | Italia (bandiera) | C     | Luciano Aristei    |
|    | Italia (bandiera) | C     | Ottavio Bianchi    |
|    | Italia (bandiera) | D     | Giulio Boldrini    |
|    | Italia (bandiera) | A     | Salvatore Cascella |
|    | Italia (bandiera) | D     | Mauro Di Cicco     |
|    | Italia (bandiera) | A     | Marco Faggian      |
|    | Italia (bandiera) | C     | Lucio Fasolato     |
|    | Italia (bandiera) | D     | Silvano Gelli      |
|    | Italia (bandiera) | A     | Mauro Gibellini    |
|    | Italia (bandiera) | P     | Leonardo Grosso    |
|    | Italia (bandiera) | D     | Franco Lievore     |

| N. |                   | Ruolo | Calciatore        |
| -- | ----------------- | ----- | ----------------- |
|    | Italia (bandiera) | C     | Tiziano Manfrin   |
|    | Italia (bandiera) | A     | Dino Pagliari     |
|    | Italia (bandiera) | A     | Angelo Paina      |
|    | Italia (bandiera) | D     | Sergio Paolinelli |
|    | Italia (bandiera) | A     | Danilo Pelliccia  |
|    | Italia (bandiera) | A     | Franco Pezzato    |
|    | Italia (bandiera) | C     | Ciro Pezzella     |
|    | Italia (bandiera) | D     | Roberto Prini     |
|    | Italia (bandiera) | D     | Sergio Reggiani   |
|    | Italia (bandiera) | P     | Eugenio Zecchina  |

## Risultati

### Serie B

#### Girone di andata
| San Benedetto del Tronto 28 settembre 1975 1ª giornata | Sambenedettese      | 0 – 0 | SPAL | Stadio Fratelli Ballarin\| Arbitro: \| Panzino (Catanzaro) \| |
| Arbitro:                                               | Panzino (Catanzaro) |       |      |                                                               |

| Arbitro: | Schena (Foggia) |

|                              |           |  |
| Cascella 3’ Pezzato 12’, 30’ | Marcatori |  |

| Arbitro: | Lops (Torino) |

|                                 |           |  |
| Bonci 64’ (rig.) Castronaro 89’ | Marcatori |  |

| Arbitro: | Lazzaroni (Milano) |

|               |           |                 |
| Pelliccia 68’ | Marcatori | 8’, 72’ Fiaschi |

| Arbitro: | Barboni (Firenze) |

|                                       |           |             |
| Tedoldi 29’ Sabatini 60’ Nicolini 65’ | Marcatori | 13’ Pezzato |

| Arbitro: | Mascali (Desenzano del Garda) |

|              |           |  |
| Ulivieri 61’ | Marcatori |  |

| Arbitro: | Falasca (Chieti) |

|                                   |           |  |
| Paina 5’ Pezzato 10’ Cascella 70’ | Marcatori |  |

| Arbitro: | Moretto (San Donà di Piave) |

|  |           |                  |
|  | Marcatori | 24’, 44’ Pezzato |

| Arbitro: | Ciulli (Roma) |

|             |           |                |
| Aristei 55’ | Marcatori | 32’ Bellinazzi |

| Arbitro: | Lo Bello (Siracusa) |

|                         |           |  |
| Aristei 35’ Manfrin 71’ | Marcatori |  |

| Arbitro: | Bergamo (Livorno) |

|              |           |  |
| Listanti 55’ | Marcatori |  |

| Arbitro: | Benedetti (Roma) |

|                   |           |  |
| Bordon 67’ (rig.) | Marcatori |  |

| Ferrara 21 dicembre 1975 13ª giornata | SPAL                         | 0 – 0 | Catanzaro | Stadio Comunale\| Arbitro: \| Agnolin (Bassano del Grappa) \| |
| Arbitro:                              | Agnolin (Bassano del Grappa) |       |           |                                                               |

| Arbitro: | Andreoli (Padova) |

|            |           |                  |
| Ciceri 84’ | Marcatori | 72’, 85’ Manfrin |

| Ferrara 11 gennaio 1976 15ª giornata | SPAL            | 0 – 0 | Atalanta | Stadio Comunale\| Arbitro: \| Celli (Trieste) \| |
| Arbitro:                             | Celli (Trieste) |       |          |                                                  |

| Arbitro: | Frasso (Torino) |

|                                     |           |            |
| Cascella 8’ Manfrin 43’ Pezzato 83’ | Marcatori | 6’ Barbana |

| Arbitro: | Pieri (Genova) |

|                 |           |                                 |
| Passalacqua 59’ | Marcatori | 46’ Pagliari 72’ (rig.) Aristei |

| Arbitro: | Falasca (Chieti) |

|             |           |             |
| Aristei 79’ | Marcatori | 52’ Faloppa |

| Arbitro: | Lo Bello (Siracusa) |

|                                  |           |             |
| Lombardi 59’ (rig.) Musiello 75’ | Marcatori | 56’ Pezzato |

#### Girone di ritorno
| Ferrara 15 febbraio 1976 20ª giornata | SPAL             | 0 – 0 | Sambenedettese | Stadio Comunale\| Arbitro: \| Levrero (Genova) \| |
| Arbitro:                              | Levrero (Genova) |       |                |                                                   |

| Pescara 22 febbraio 1976 21ª giornata | Pescara       | 0 – 0 | SPAL | Stadio Adriatico\| Arbitro: \| Ciulli (Roma) \| |
| Arbitro:                              | Ciulli (Roma) |       |      |                                                 |

| Arbitro: | Barbaresco (Cormons) |

|           |           |            |
| Paina 54’ | Marcatori | 50’ Pruzzo |

| Arbitro: | Mattei (Macerata) |

|            |           |                       |
| Vivian 80’ | Marcatori | 25’ Pezzato 70’ Paina |

| Ferrara 14 marzo 1976 24ª giornata | SPAL            | 0 – 0 | Brescia | Stadio Comunale\| Arbitro: \| Lattanzi (Roma) \| |
| Arbitro:                           | Lattanzi (Roma) |       |         |                                                  |

| Arbitro: | Terpin (Trieste) |

|                   |           |  |
| Torchio 3’ (aut.) | Marcatori |  |

| Arbitro: | Mascia (Milano) |

|                               |           |  |
| Delli Santi 62’ Jacomuzzi 74’ | Marcatori |  |

| Arbitro: | Ciacci (Firenze) |

|                     |           |                         |
| Cattaneo 23’ (aut.) | Marcatori | 45’ Bagnato 53’ Zanolla |

| Arbitro: | Artico (Padova) |

|  |           |          |
|  | Marcatori | 8’ Paina |

| Arbitro: | Lapi (Firenze) |

|                                          |           |                                     |
| Maggiora 36’, 58’, 88’ Grosso 89’ (aut.) | Marcatori | 45’ Paina 46’ Gibellini 63’ Aristei |

| Arbitro: | Zanchetta (Treviso) |

|                              |           |             |
| Paina 79’ Aristei 81’ (rig.) | Marcatori | 17’ Asnicar |

| Arbitro: | Barbaresco (Cormons) |

|           |           |  |
| Paina 29’ | Marcatori |  |

| Arbitro: | Barboni (Firenze) |

|                          |           |  |
| Palanca 10’ Arbitrio 50’ | Marcatori |  |

| Arbitro: | Tonolini (Milano) |

|                  |           |  |
| Pezzato 25’, 65’ | Marcatori |  |

| Bergamo 23 maggio 1976 34ª giornata | Atalanta      | 0 – 0 | SPAL | Stadio Comunale\| Arbitro: \| Longhi (Roma) \| |
| Arbitro:                            | Longhi (Roma) |       |      |                                                |

| Palermo 30 maggio 1976 35ª giornata | Palermo         | 0 – 0 | SPAL | Stadio La Favorita\| Arbitro: \| Mascia (Milano) \| |
| Arbitro:                            | Mascia (Milano) |       |      |                                                     |

| Arbitro: | Lanese (Messina) |

|                             |           |  |
| Paina 17’, 72’ Cascella 47’ | Marcatori |  |

| Arbitro: | Gonella (Torino) |

|                    |           |              |
| Sormani 43’ (rig.) | Marcatori | 86’ Cascella |

| Arbitro: | Tempio (Catania) |

|  |           |                                               |
|  | Marcatori | 2’, 60’, 67’ Musiello 57’ Franzoni 71’ Tacchi |

### Coppa Italia (girone 5[2])
| Arbitro: | Milan (Treviso) |

|             |           |  |
| Pezzato 32’ | Marcatori |  |

| Arbitro: | Falasca (Chieti) |

|  |           |                           |
|  | Marcatori | 36’ Pezzato 85’ Pelliccia |

| Arbitro: | Benedetti (Roma) |

|                    |           |  |
| Calloni 37’ (rig.) | Marcatori |  |

| Arbitro: | Menegali (Roma) |

|             |           |            |
| Pezzato 30’ | Marcatori | 90’ Scarpa |

## Statistiche

### Statistiche di squadra
| Competizione | Punti | In casa | In casa | In casa | In casa | In casa | In casa | In trasferta | In trasferta | In trasferta | In trasferta | In trasferta | In trasferta | Totale | Totale | Totale | Totale | Totale | Totale | DR |
| Competizione | Punti | G       | V       | N       | P       | Gf      | Gs      | G            | V            | N            | P            | Gf           | Gs           | G      | V      | N      | P      | Gf     | Gs     | DR |
| ------------ | ----- | ------- | ------- | ------- | ------- | ------- | ------- | ------------ | ------------ | ------------ | ------------ | ------------ | ------------ | ------ | ------ | ------ | ------ | ------ | ------ | -- |
| Serie B      | 40    | 19      | 9       | 7       | 3       | 25      | 14      | 19           | 5            | 5            | 9            | 15           | 22           | 38     | 14     | 12     | 12     | 40     | 36     | +4 |
| Coppa Italia | 5     | 2       | 1       | 1       | 0       | 2       | 1       | 2            | 1            | 0            | 1            | 2            | 1            | 4      | 2      | 1      | 1      | 4      | 2      | +2 |
| Totale       |       | 21      | 10      | 8       | 3       | 27      | 15      | 21           | 6            | 5            | 10           | 17           | 23           | 42     | 16     | 13     | 13     | 44     | 38     | +6 |

### Statistiche dei giocatori
| Giocatore     | Serie B  | Serie B | Serie B     | Serie B    | Coppa Italia | Coppa Italia | Coppa Italia | Coppa Italia | Totale   | Totale | Totale      | Totale     |
| Giocatore     | Presenze | Reti    | Ammonizioni | Espulsioni | Presenze     | Reti         | Ammonizioni  | Espulsioni   | Presenze | Reti   | Ammonizioni | Espulsioni |
| ------------- | -------- | ------- | ----------- | ---------- | ------------ | ------------ | ------------ | ------------ | -------- | ------ | ----------- | ---------- |
| L. Aristei    | 32       | 7       | ?           | ?          | ?            | ?            | ?            | ?            | 32+      | 7+     | ?           | ?          |
| O. Bianchi    | 22       | 0       | ?           | ?          | ?            | ?            | ?            | ?            | 22+      | 0+     | ?           | ?          |
| G. Boldrini   | 28       | 0       | ?           | ?          | ?            | ?            | ?            | ?            | 28+      | 0+     | ?           | ?          |
| S. Cascella   | 26       | 5       | ?           | ?          | ?            | ?            | ?            | ?            | 26+      | 5+     | ?           | ?          |
| M. Di Cicco   | 18       | 0       | ?           | ?          | ?            | ?            | ?            | ?            | 18+      | 0+     | ?           | ?          |
| M. Faggian    | 2        | 0       | ?           | ?          | ?            | ?            | ?            | ?            | 2+       | 0+     | ?           | ?          |
| L. Fasolato   | 34       | 0       | ?           | ?          | ?            | ?            | ?            | ?            | 34+      | 0+     | ?           | ?          |
| S. Gelli      | 33       | 0       | ?           | ?          | ?            | ?            | ?            | ?            | 33+      | 0+     | ?           | ?          |
| M. Gibellini  | 10       | 1       | ?           | ?          | ?            | ?            | ?            | ?            | 10+      | 1+     | ?           | ?          |
| L. Grosso     | 38       | -36     | ?           | ?          | ?            | ?            | ?            | ?            | 38+      | -36+   | ?           | ?          |
| F. Lievore    | 6        | 0       | ?           | ?          | ?            | ?            | ?            | ?            | 6+       | 0+     | ?           | ?          |
| T. Manfrin    | 34       | 3       | ?           | ?          | ?            | ?            | ?            | ?            | 34+      | 3+     | ?           | ?          |
| D. Pagliari   | 6        | 1       | ?           | ?          | ?            | ?            | ?            | ?            | 6+       | 1+     | ?           | ?          |
| A. Paina      | 28       | 9       | ?           | ?          | ?            | ?            | ?            | ?            | 28+      | 9+     | ?           | ?          |
| S. Paolinelli | 1        | 0       | ?           | ?          | ?            | ?            | ?            | ?            | 1+       | 0+     | ?           | ?          |
| D. Pelliccia  | 2        | 1       | ?           | ?          | ?            | ?            | ?            | ?            | 2+       | 1+     | ?           | ?          |
| F. Pezzato    | 35       | 11      | ?           | ?          | ?            | ?            | ?            | ?            | 35+      | 11+    | ?           | ?          |
| C. Pezzella   | 28       | 0       | ?           | ?          | ?            | ?            | ?            | ?            | 28+      | 0+     | ?           | ?          |
| R. Prini      | 30       | 0       | ?           | ?          | ?            | ?            | ?            | ?            | 30+      | 0+     | ?           | ?          |
| S. Reggiani   | 35       | 0       | ?           | ?          | ?            | ?            | ?            | ?            | 35+      | 0+     | ?           | ?          |
| E. Zecchina   | 1        | 0       | ?           | ?          | ?            | ?            | ?            | ?            | 1+       | 0+     | ?           | ?          |